# 49 Cancri
49 Cancri (49 Cnc / b Cancri) es una estrella de magnitud aparente +5,63 situada en la constelación de Cáncer. 
Se encuentra a 421 años luz de distancia del sistema solar.
49 Cancri es una estrella de tipo espectral A1p con una temperatura efectiva de 10.790 K.
Tiene una luminosidad 110 veces superior a la luminosidad solar y una masa 2,92 veces mayor que la del Sol.
Gira sobre sí misma con una velocidad de rotación proyectada de 18 km/s.
Su edad se estima en 263 millones de años, que corresponde a unas 2/3 partes de su vida como estrella de la secuencia principal.
49 Cancri es una estrella químicamente peculiar —concretamente una estrella Ap con líneas de absorción fuertes de europio y cromo—, semejante a α Circini o Alioth (ε Ursae Majoris).
Es una estrella magnética cuyo campo magnético efectivo <Be> es de 709 G.
Su brillo es variable, observándose una variación de 0,13 magnitudes en un período de 4,2359 días. Clasificada como variable Alfa2 Canum Venaticorum, en cuanto a variable recibe el nombre de BI Cancri.